# الموشع (مكيراس)

تعديل مصدري - تعديل

الموشع هي إحدى قرى عزلة مكيراس بمديرية مكيراس التابعة لمحافظة البيضاء، بلغ تعداد سكانها 117 نسمة حسب تعداد اليمن لعام 2004.